# Kapelle St. Ursula (Kempraten)

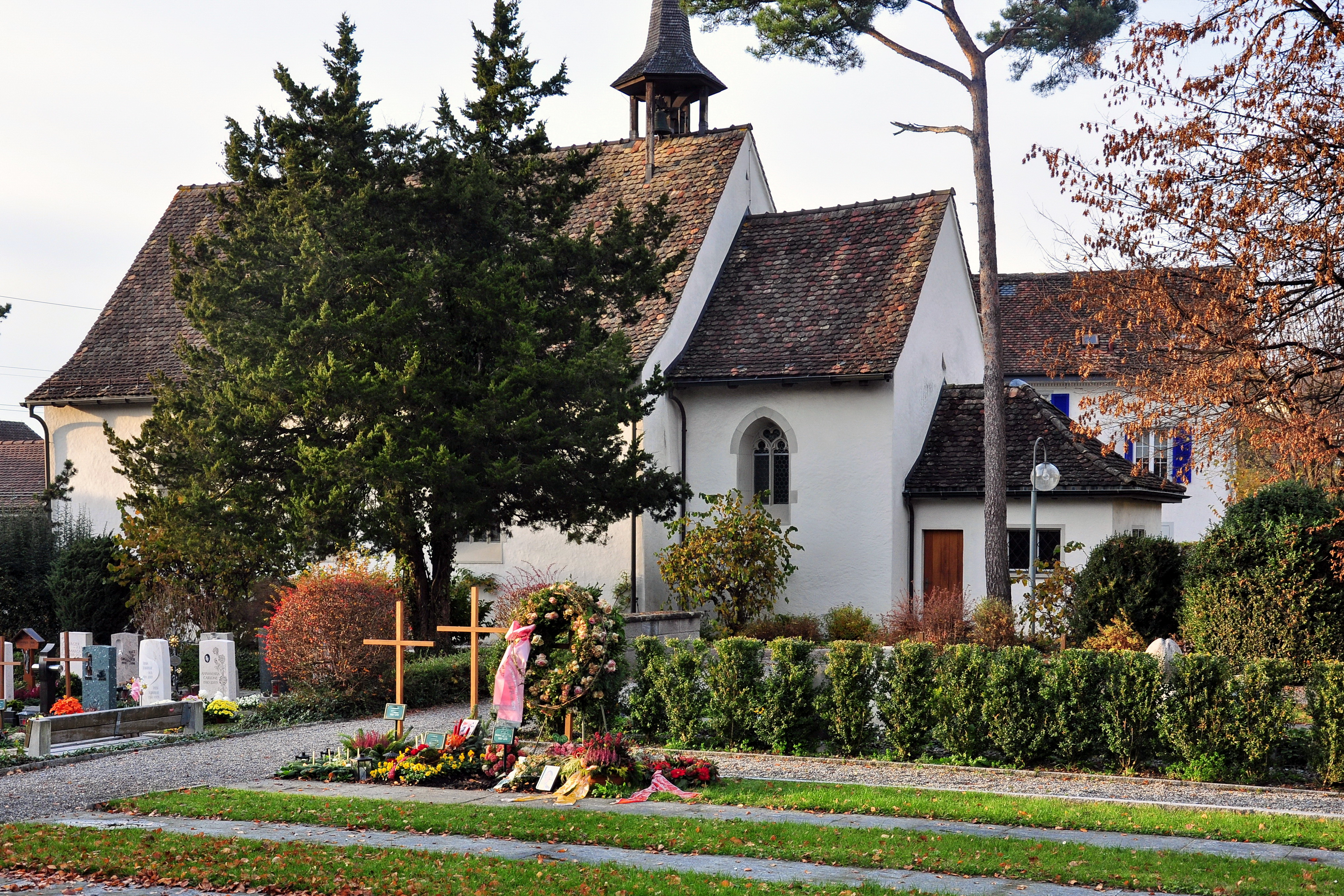
Kapelle St. Ursula in Kempraten-Rapperswil

Die Kapelle St. Ursula ist eine römisch-katholische Kirche in Kempraten und Rapperswil, zwei Ortsteilen der Schweizer Gemeinde Rapperswil-Jona im Kanton St. Gallen.

## Lage
Die heute als Friedhofskapelle dienende Kirche liegt ausserhalb der Altstadt von Rapperswil an der Kreuzstrasse stadtauswärts Richtung Kempraten. Im Friedhof für die römisch-katholischen Bewohner der Ortsteile Kempraten und Rapperswil fanden sich bei archäologischen Grabungen Mauerreste aus dem 2./3. Jahrhundert von gallorömischen Gebäuden des Vicus Centum Prata, und 1944 wurde bei Grabungen ein römischer Töpferofen freigelegt.

## Geschichte
Bei dem auf römischen Grundmauern erbauten ersten Kirchengebäude könnte es sich um einen Zeugen des spätrömischen Christentums in der gallo-römischen Siedlung Centum Prata (Kempraten) handeln. Nach einer in Fulda aufbewahrten Urkunde aus dem 9. Jahrhundert befand sich in Kempraten ein weithin bekannter Wallfahrtsort. Urkundlich erstmals erwähnt wird das Gebäude im Jahr 835 im Zusammenhang mit der Übertragung von Reliquien des Märtyrers Alexander: Ein Diakon der Abtei Fulda wurde auf seiner Rückreise aus Italien von einem «segensreich wirkenden Priester» in Kempraten freundlich aufgenommen. Zum Dank überlassene Reliquien des Heiligen begründeten die Geschichte des Wallfahrtsorts, an dem «viel Volk Heilung in leiblicher und geistiger Not erflehte», wie der Mönch Rudolf von Fulda aufzeichnete. Um 847 niedergeschriebene Legenden erzählen von einer Wallfahrtsbasilika mit einem Pfarrer in Kentibruto, womit die Kapelle St. Ursula gemeint sein dürfte. Seit dem 13. Jahrhundert diente Kempraten als Filialkirche der Pfarrei Busskirch, in der die Reisenden, Jakobsweg-Pilger, Bedürftigen und Gläubigen im Gebiet Lenggis-Kempraten von einem Priester betreut wurden. Der Kirchensatz gehörte bereits seit Mitte des 12. Jahrhunderts dem Kloster Pfäfers; für die Gottesdienste diente die Katharinenpfründe der Pfarrei Rapperswil.
Im reformatorischen Bildersturm wurde 1531 die gesamte Ausstattung der Kapelle zerstört, aber trotz der Rückkehr zum «alten Glauben» erfolgte die Kirchweihe erst 76 Jahre später. Im Jahr 1553 ermöglichte die Dotierung des Junkers Adam von Rapperswil eine Umgestaltung. Während der Belagerung von Rapperswil (1656) wurde das Kirchengebäude von den Zürcher Truppen geplündert und weitgehend zerstört. Die kostbaren Wandmalereien wurden mit Lanzenstichen traktiert, die Glocken gestohlen und die Altarsteine im Zürichsee versenkt. Die neuerliche Weihe war im August 1667. Vom 23. bis zum 25. September 1607 weihte Bischof Johannes Flugi von Chur in Rapperswil das Kapuzinerkloster, eine Kirche, zwei Kapellen und Firmlinge, und am 24. September den Choraltar zu Ehren der Ursula von Köln. 1609 wurde der Chorbereich erweitert. Mit dem Einmarsch der Französischen Revolutionstruppen erfolgte 1799 eine neuerliche Schändung der Kapelle, ab 1813 fanden wieder Gottesdienste statt.
Pater Albert Kuhn liess 1905 das Kirchengebäude im neugotischen Stil umgestalten und eine Inschrift über dem Eingang anbringen:

„Diese Wallfahrtskapelle den heiligen vierzehn Nothelfern geweiht – ward 885 gegründet – kam um 1150 als Filiale von Busskirch an das Klosters Pfäfers – wurde 1531 der St. Katharinenpfründe in Rapperswil einverleibt – ann 1553 durch Adam Junker von Rapperswil umgebaut und dotiert – den 24. September 1607 durch Bischof Johannes Flugi von Chur eingeweiht – und 1905 mittels einer hochherzigen Schenkung – restauriert.“

Infolge des raschen Bevölkerungswachstums Ende des 19. Jahrhunderts kam es zu Streitereien zwischen der Pfarrei Busskirch und derjenigen der Stadt Rapperswil über die Nutzung der Filialkirche. Mit der Auflösung der Pfarrei Busskirch gelangte sie 1945 zum damaligen Ortsteil Kempraten, politisch der Gemeinde Jona zugehörig, aber der Pfarrei Rapperswil unterstellt. Da die St. Ursula-Kapelle mit 120 Sitzplätzen für die Katholiken von Kempraten im Verlauf der zweiten Hälfte des 20. Jahrhunderts zu klein wurde, errichtete man in den Jahren 1978 bis 1979 an der Fluhstrasse beim Bahnhof Kempraten nach den Plänen des Architekten Walter M. Förderer die Kirche St. Franziskus. Bis zur Gemeindefusion von 2007 gehörten die Gläubigen von Kempraten–Lenggis zur Katholischen Kirchgemeinde Rapperswil.

## Architektur

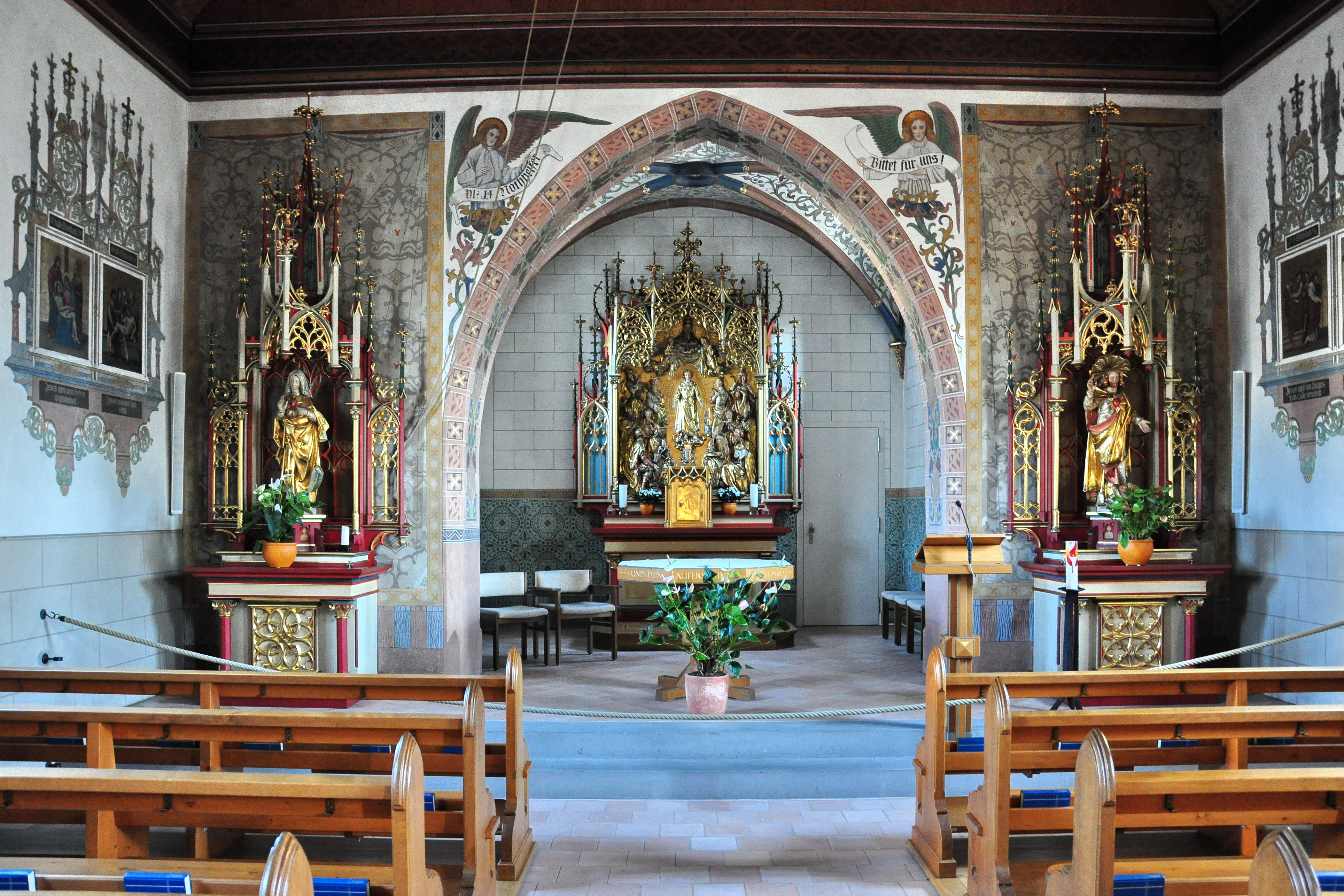
Innenansicht

Der Haupteingang liegt in der westlichen Giebelfront. Die Kapelle weist ein rechteckiges Kirchenschiff und einen fast quadratischen Chor auf. Das Satteldach ist über dem Chor abgesetzt. Das 1609 erweiterte Kreuzrippengewölbe hat Konsolen mit Blattranken und einen runden Schlussstein.
Mit der Umgestaltung von 1905 wurden die je zwei seitlichen und drei Fenster in jeder Längswand des Schiffs in neugotischem Masswerk ausgeführt und anstelle der ehemaligen Zwiebelhaube einen mit Spitzhelm gedeckten offenen Dachreiter mit zwei Glocken eingebaut. Die Kirchenglocke von 1761 stammt aus der 1803 abgebrochenen Fluhkapelle in Kempraten, die andere wurde 1899 gegossen. Die Inschrift wurde anlässlich der Umgestaltung des Abdankungsplatzes mit einem Verputz abgedeckt.
Eine Gesamterneuerung erfolgte 1953, wobei an der nördlichen Aussenwand des Chors das Fragment eines gotischen Wandgemäldes freigelegt wurde – eine Darstellung des heiligen Christophorus, geschaffen um 1400. 1990 brachten archäologische Grabungen im Kircheninnern keine neuen Erkenntnisse zur Entstehungsgeschichte, bestätigten aber die dokumentierten Bauphasen des Kirchengebäudes.

## Ausstattung

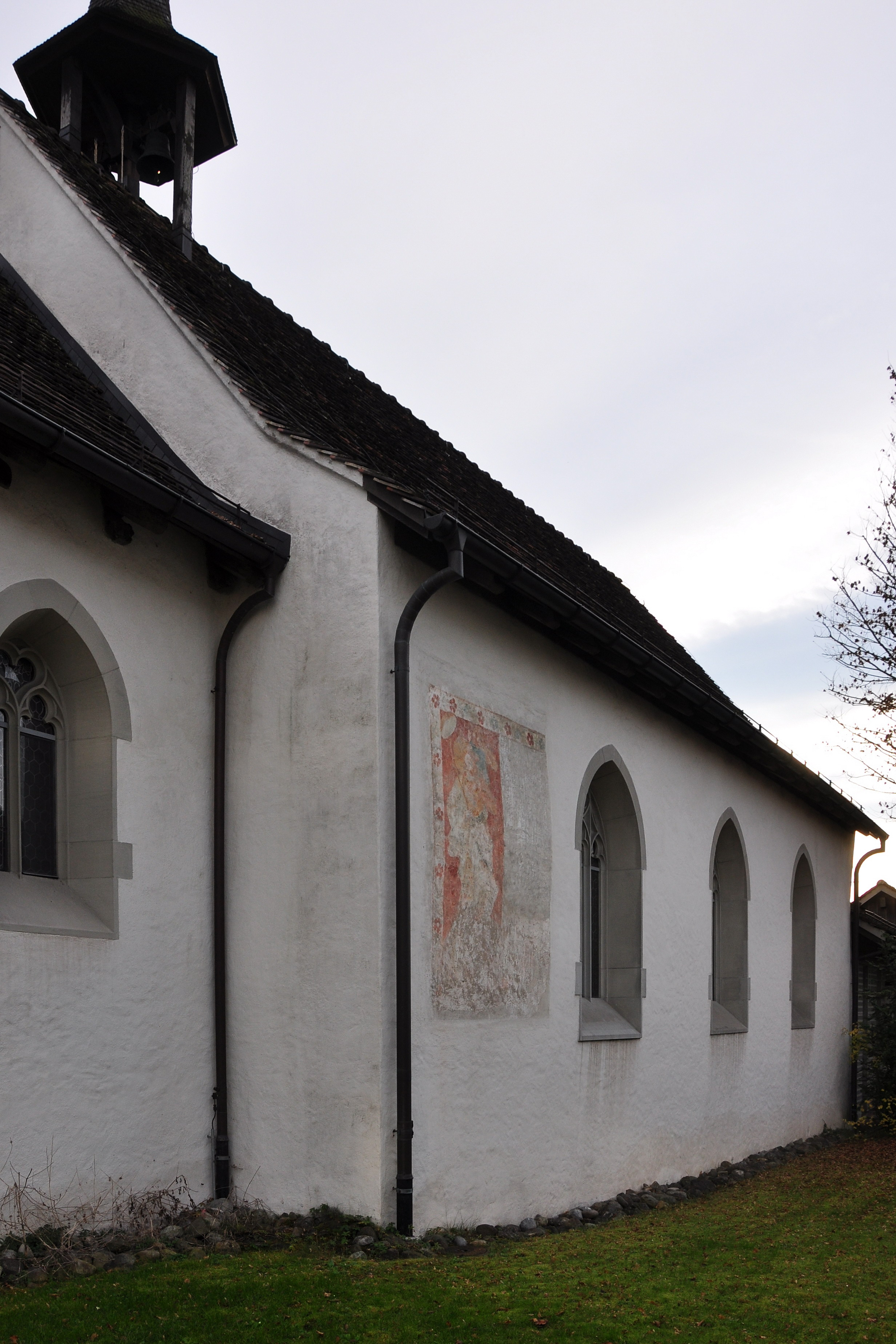
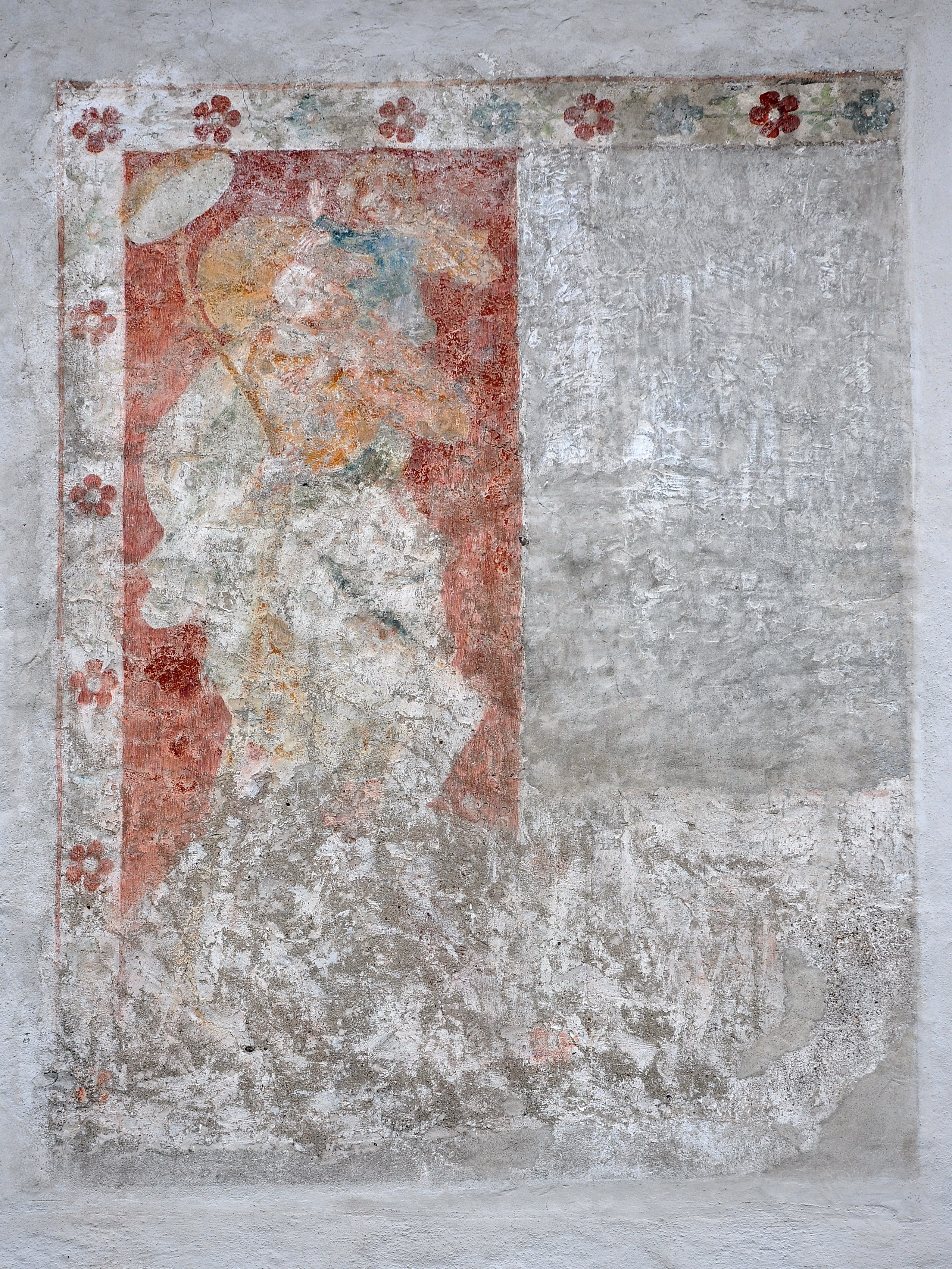
Fresko von 1400 an der Aussenwand
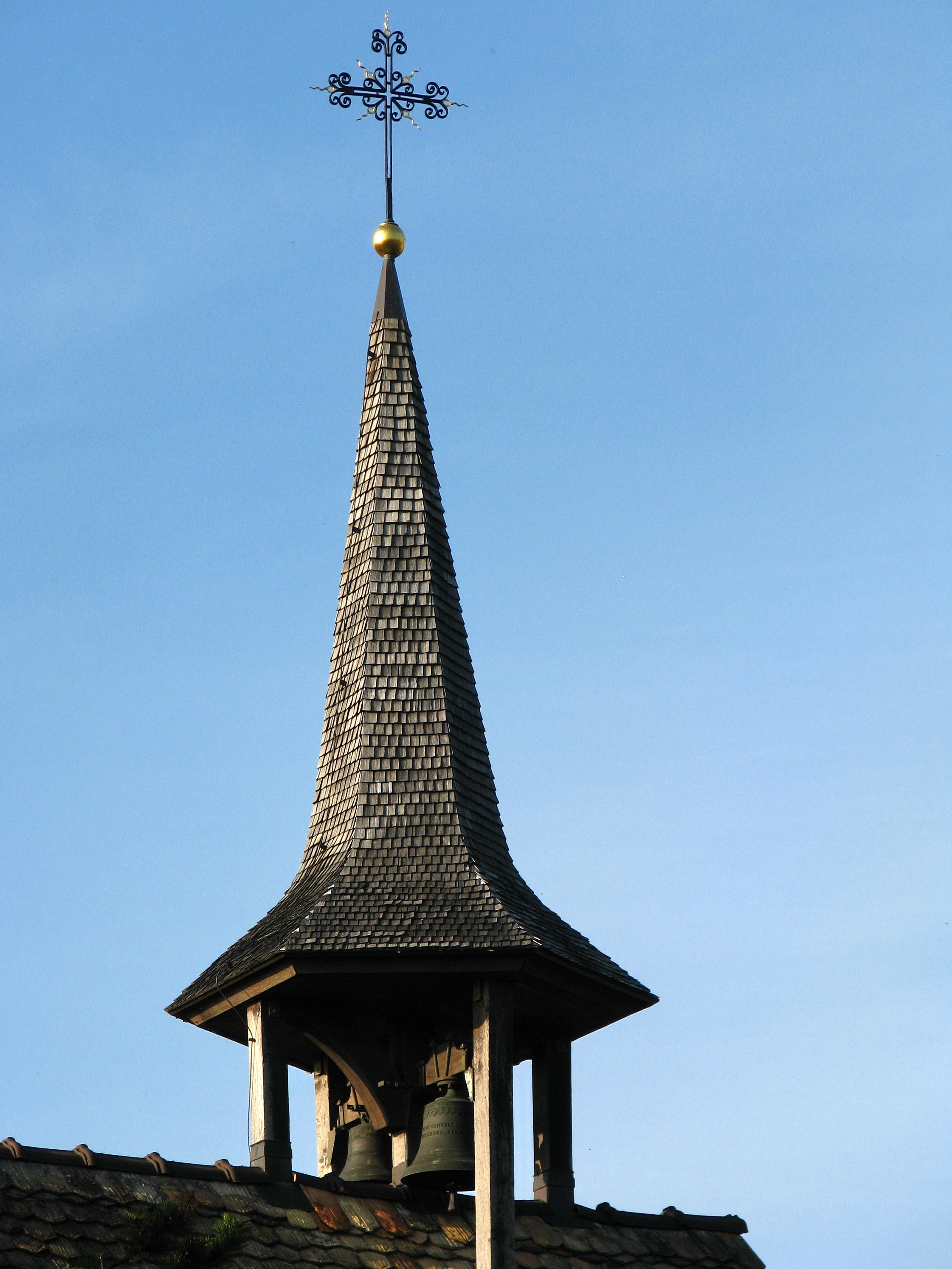
Dachreiter mit zwei Glocken
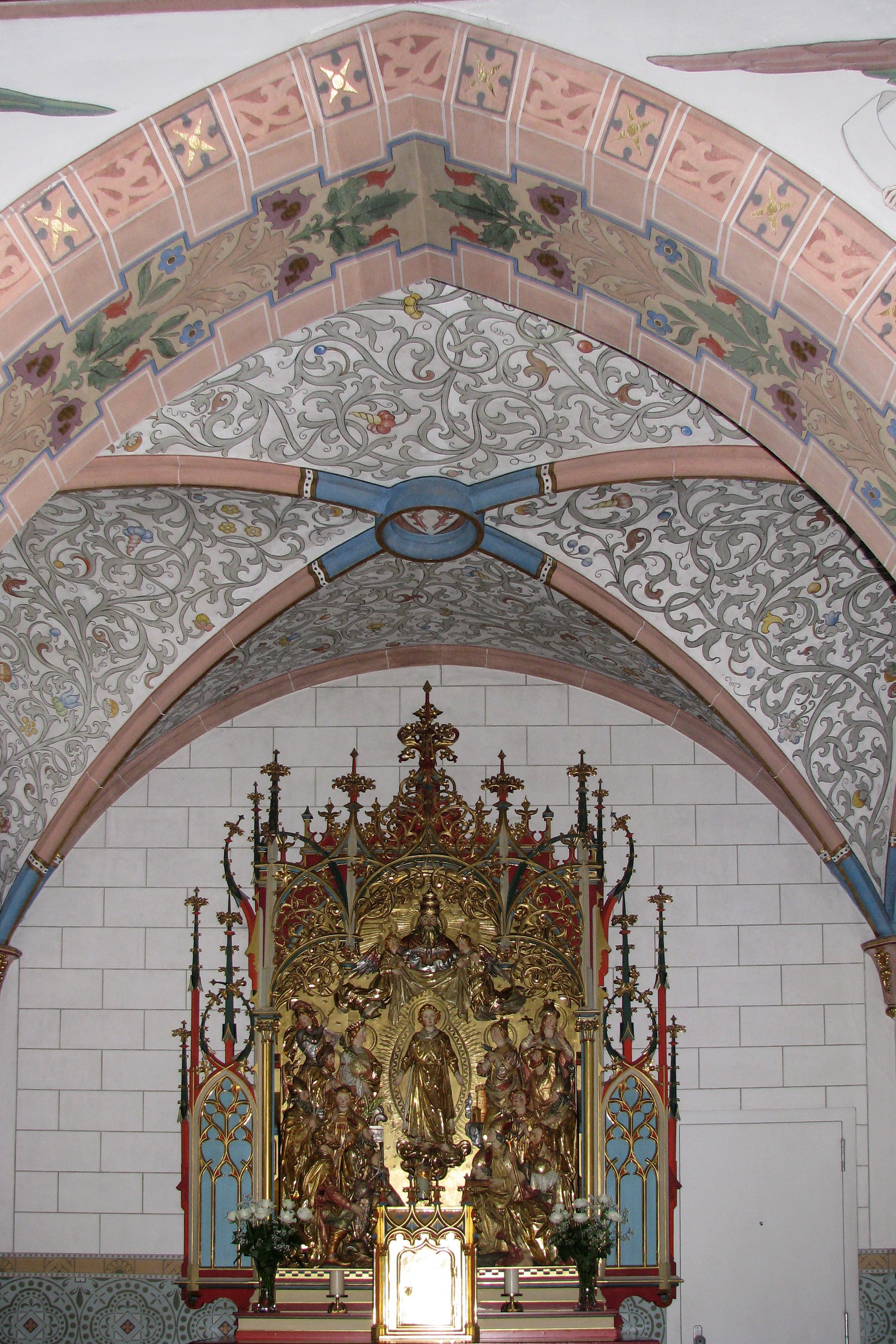
Chorgewölbe

Teile der Innenausstattung stammen aus der einstigen Fluhkapelle, ebenso 1813 deren Kirchengut, zusammen mit einem Zeremonienbuch. Ansprüche des gleichfalls aufgehobenen Krankenhauses (vermutlich Siechenhaus Fluh) an der Fluhstrasse gingen an die Ursulakapelle, zu Gunsten der Stadt Rapperswil, und nicht der Pfarrei Busskirch. Das Innere wurde 1905 mit einer flachen Holzdecke nach gotischem Muster, Dekorationsmalereien und Schnitzaltären versehen.

## Orgel

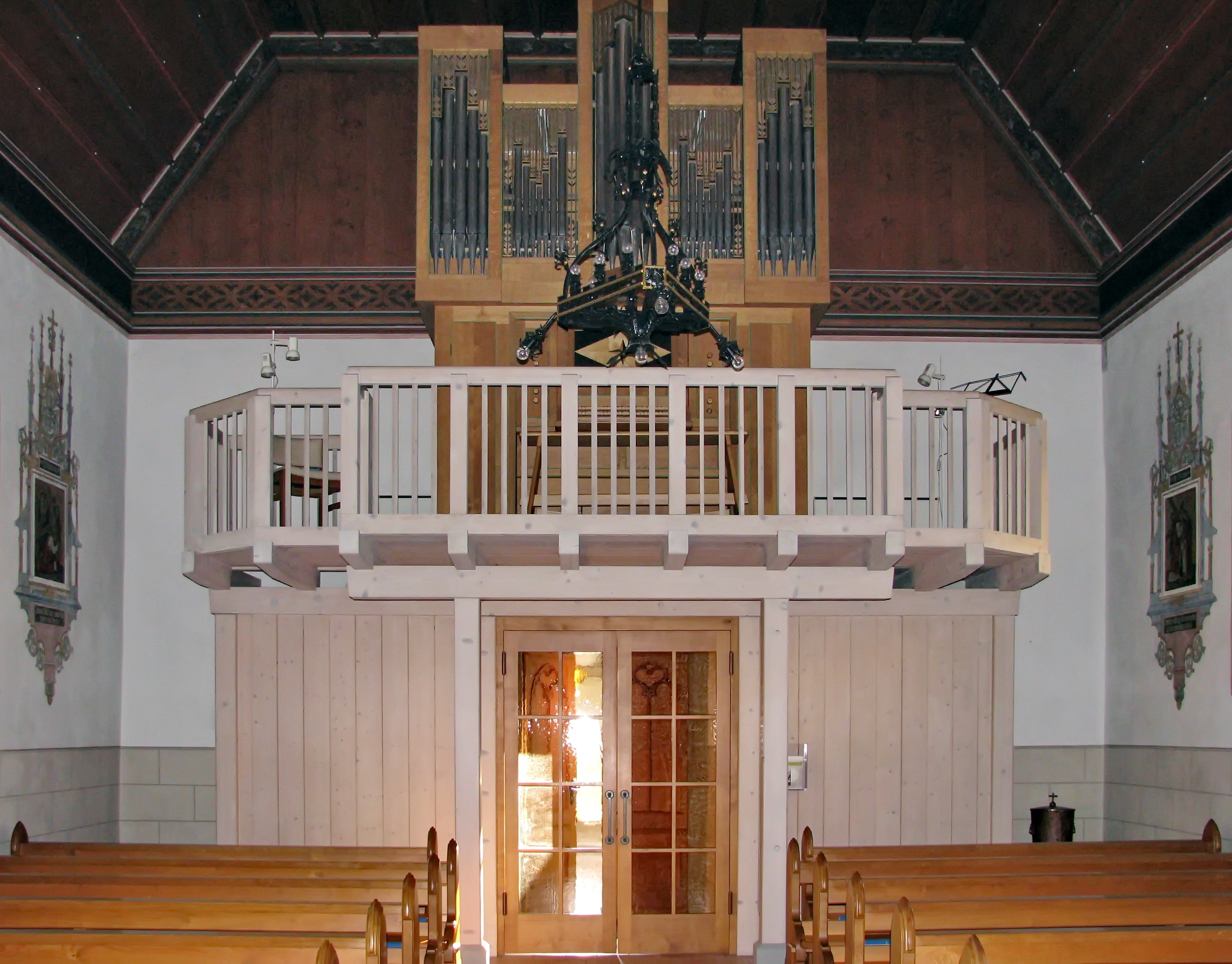
Chorgestühl und Orgel

Die Orgel wurde 1992 von Späth Orgelbau AG aus Rapperswil erbaut. Das Instrument hat zehn Register und zwei Vorabzüge auf zwei Manualen und Pedal.
| I Manual C–g3             |       |
| Prinzipal                 | 8′    |
| Rohrflöte                 | 8′    |
| Oktave                    | 4′    |
| Spitzflöte                | 4′    |
| Nazard (aus Sesquialtera) | 2 ⁄3′ |
| Sesquialter II            | 2 ⁄3′ |
| Oktave (aus Mixtur)       | 2′    |
| Mixtur III                | 1 ⁄3′ |

| II Manual C–g3 |    |
| Gedeckt        | 8′ |
| Rohrflöte      | 4′ |
| Regal          | 8′ |
| Tremulant      |    |

| Pedal C–f1 |     |
| Subbass    | 16′ |